# Linha de Passe
Linha de Passe – brazylijski film fabularny z 2008 roku w reżyserii Waltera Sallesa oraz Danieli Thomas.

## Fabuła
Film przedstawia historię czwórki braci wywodzącej się z ubogiej rodziny, którzy by iść za marzeniami, są zmuszeni zmagać się z przeciwnościami losu.

## Obsada
- Vinícius de Oliveira jako Denis
- Sandra Corveloni jako Cleuza
- Ana Carolina Dias jako młoda Prayer
- João Baldasserini jako  Dênis
- José Geraldo Rodrigues jako Dinho
- Kaique Jesus Santos jako Reginaldo
- Roberto Audi jako pastor
- Denise Weinberg jako Estela

## Nagrody
- 61. MFF w Cannes: Najlepsza aktorka - Sandra Corveloni